# Reportage (televisieprogramma)
Reportage was een Nederlands televisieprogramma van SBS6 en later SBS9.  Het programma werd uitgezonden op zondagavond en vanaf 28 augustus 2017 ook elke werkdag, op wisselende tijdstippen tussen 23:00 en 1:00. Vanaf 1 april 2018 werd het uitgezonden door SBS9. 
Het werd sinds juni 2017 gepresenteerd door Celine Huijsmans. De eerdere presentatoren waren onder anderen Ernst-Paul Hasselbach, Christien van der Aar, Pepijn Bierenbroodspot en André van der Toorn. 

## Programmaformule
Elke week stond er gedurende ca. 50 minuten een schokkend, spraakmakend en/of merkwaardig onderwerp centraal, variërend van beruchte seriemoordenaars, beruchte gevangenissen en familiedrama's tot medische wonderen. Er waren geregeld indringende beelden te zien. Daders en slachtoffers evenals zijdelings betrokkenen kwamen voor de camera  aan het woord. Ook werden er soms dader-slachtoffergesprekken uitgezonden. Bij reportages over seriemoordenaars of medische aandoeningen werd voorafgaand aan de uitzending gewaarschuwd voor schokkende beelden. 
De reportages kwamen van verschillende bronnen, maar werden gewoon onder de naam Reportage uitgezonden. Het meeste filmmateriaal was afkomstig uit de Verenigde Staten, vaak ging het om amateurbeelden.